# Зенгер, Фридолин фон
Фридолин Рудольф Теодор риттер унд эдлер фон Зенгер унд Эттерлинг (нем. Fridolin Rudolf Theodor Ritter und Edler von Senger und Etterlin; 4 сентября 1891, Вальдсхут-Тинген — 9 января 1963 или 4 января 1963, Фрайбург-им-Брайсгау) — немецкий офицер, участник Первой и Второй мировых войн, генерал танковых войск, кавалер Рыцарского креста с Дубовыми листьями.

## Начало военной карьеры
В октябре 1910 года поступил на военную службу фанен-юнкером (кандидат в офицеры), в артиллерийский полк. В 1912—1914 годах — учился в Оксфордском университете.

## Первая мировая война
С начала войны — вернулся на военную службу, произведён в лейтенанты и отправлен на фронт командиром артиллерийского взвода. С июня 1918 года — старший лейтенант. За время войны награждён Железными крестами обеих степеней.

## Между мировыми войнами
Продолжил службу в рейхсвере, в кавалерии. К началу Второй мировой войны — командир кавалерийского полка, полковник.

## Вторая мировая война
В сентябре-октябре 1939 года — участвовал в Польской кампании. С февраля 1940 — командир кавалерийской бригады.
В мае-июне 1940 года — участвовал во Французской кампании, награждён планками к Железным крестам обеих степеней (повторное награждение). С сентября 1941 — генерал-майор.
С октября 1942 года — участвовал в германо-советской войне, командир 17-й танковой дивизии. Бои на южном участке Восточного фронта.
В феврале 1943 года — награждён Рыцарским крестом. С мая 1943 — генерал-лейтенант. С июня 1943 — командующий немецкими войсками на острове Сицилия. С октября 1943 — командующий 14-м танковым корпусом (на юге Италии). Награждён Золотым немецким крестом.
С января 1944 года — в звании генерал танковых войск. Бои в районе Монте-Кассино. В апреле 1944 — награждён Дубовыми листьями к Рыцарскому кресту.
2 мая 1945 года — взят в американский плен.

## Награды
- Железный крест (1914) 2-го и 1-го класса (Королевство Пруссия)
- Нагрудный знак «За ранение» (1918) чёрный
- Орден Церингенского льва рыцарский крест 2-го класса с мечами (Великое герцогство Баден)
- Почётный крест Первой мировой войны 1914/1918 с мечами
- Пряжка к Железному кресту 2-го и 1-го класса
- Медаль «За выслугу лет в вермахте» с 4-го по 1-й класс
- Рыцарский крест Железного креста с дубовыми листьями
  - рыцарский крест (8 февраля 1943)
  - дубовые листья (№ 439) (5 апреля 1944)
- Немецкий крест в золоте (11 октября 1943)
- Упоминание в Вермахтберихт 5 октября 1943